# 瑞陇高速公路
瑞丽－陇川高速公路（简称瑞陇高速），是云南省一条省级高速公路，连接德宏傣族景颇族自治州瑞丽市与陇川县，全长24.22公里。瑞陇高速建成后，瑞丽至陇川的行车时间从40分钟缩短至15分钟。瑞陇高速在瑞丽市勐卯镇姐勒立交与G56龙瑞高速衔接，在陇川县章凤镇陇川立交与腾陇高速衔接。

## 道路数据
瑞陇高速全长24.22公里，陇川县境内4公里，其余路段在瑞丽市境内。瑞陇高速为双向四车道，设计时速80公里/小时，路基宽24.5米，行车道宽度2×2×3.75米。全线有大中桥梁22座、分离式特长隧道2座。建设总投资27.7亿元，资金由德宏州地方筹措。

## 建设历程
2013年9月29日，瑞陇高速开工建设。2016年12月24日，瑞陇高速的重点控制性工程南京里隧道贯通，南京里隧道单辐长约5,200余米，双向总长10,543米。2017年4月8日，瑞陇高速建成通车。